# Aricia sebdouica
Aricia sebdouica är en fjärilsart som beskrevs av Embrik Strand 1928. Aricia sebdouica ingår i släktet Aricia och familjen juvelvingar. Inga underarter finns listade i Catalogue of Life.